# Thermopsis macrophylla
Thermopsis macrophylla är en ärtväxtart som beskrevs av William Jackson Hooker och George Arnott Walker Arnott. Thermopsis macrophylla ingår i släktet lupinväpplingar, och familjen ärtväxter. Inga underarter finns listade i Catalogue of Life.

## Bildgalleri

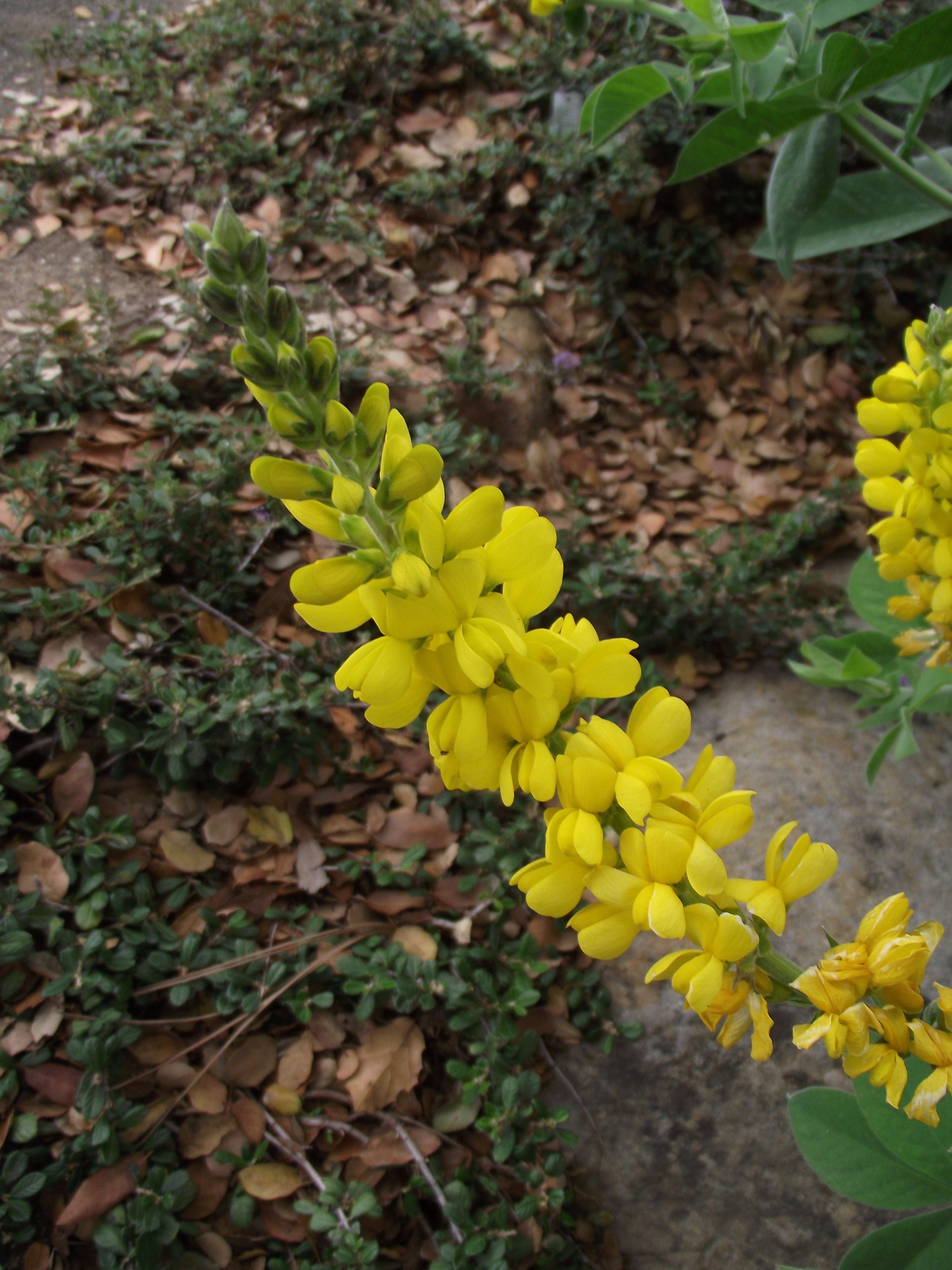
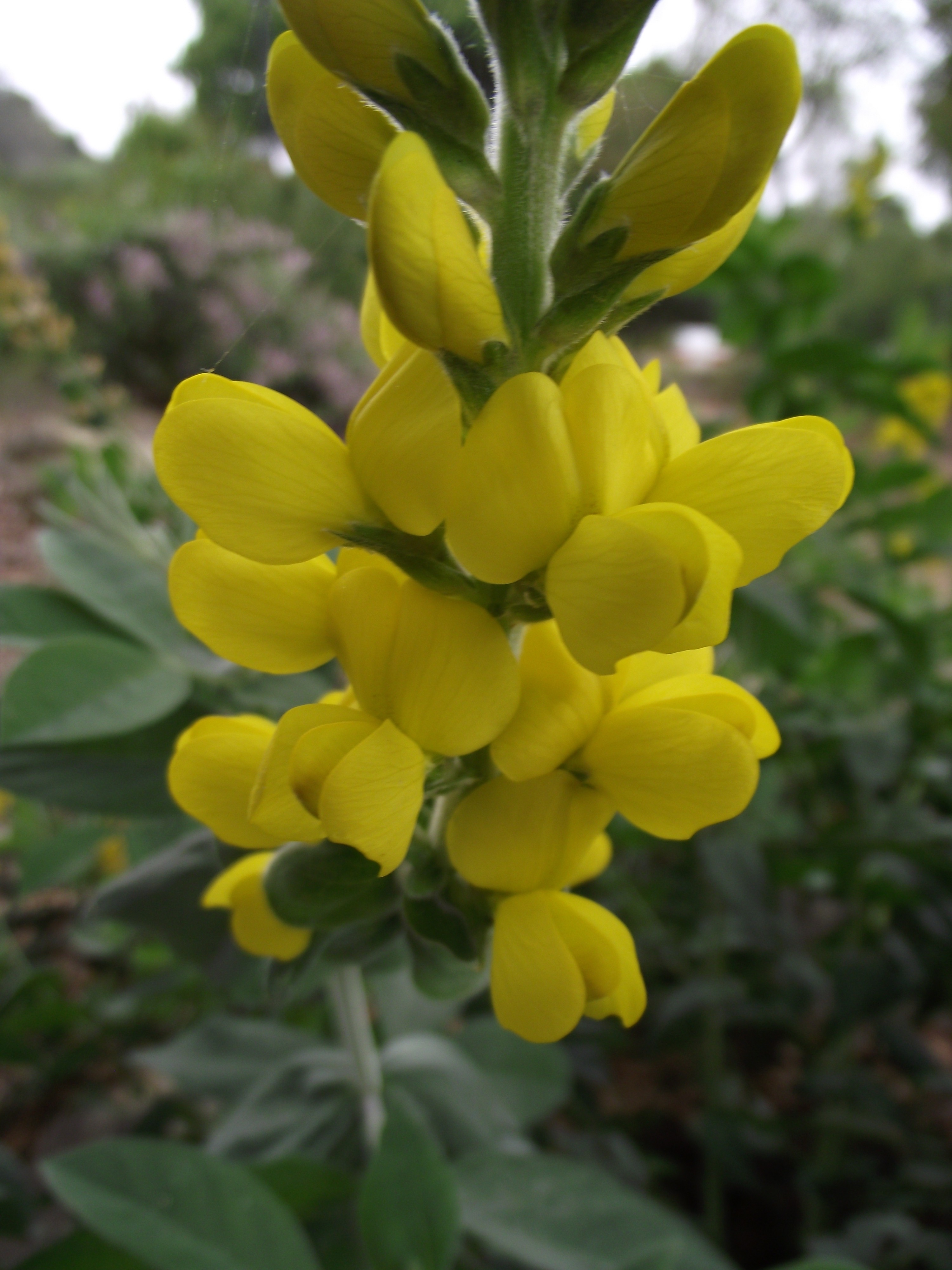